# اندیس کرومیت شمال هون
کرومیت شمال هون یک اندیس فلزی است که در حوالی شهر نصرت آباد استان سیستان و بلوچستان قرار دارد و مادهٔ معدنی موجود در آن، کرومیت است.سنگ میزبان این اندیس پریدوتیت آلتره و تکتونیزه است و دیرینگی آن به دوران کرتاسه بالایی می‌رسد. 